# Hermann Alberts (Admiral)
Hermann Alberts (* 8. März 1865 in Pößneck; † 13. Dezember 1946 in Gamburg) war ein deutscher Vizeadmiral der Kaiserlichen Marine.

## Leben
Hermann Alberts trat Mitte April 1883 in die Kaiserliche Marine ein und wurde am 19. April 1884 Seekadett. Am 13. April 1896 wurde er zum Kapitänleutnant befördert. Von Mitte März 1899 bis Ende März 1901 war er im Admiralstab der Marine und kam dann bis 22. März 1903 als Erster Offizier auf das Schulschiff Stosch. Anschließend war er bis 30. September 1906 in der Militärischen Abteilung im Reichsmarineamt, bevor er nach Südamerika versetzt wurde. Als Fregattenkapitän übernahm er hier am 5. Dezember 1906 den Kleinen Kreuzer Bremen, welcher zu dieser Zeit als Stationsschiff eingesetzt wurde. Im Oktober 1907 leistete Wilhelm Canaris auf der Bremen seinen Fahneneid, welcher 1908 Alberts half, in Argentinien und Brasilien ein V-Mann-System aufzubauen. In dieser Position 1908 zum Kapitän zur See befördert, gab Alberts das Kommando Mitte November 1908 ab. Alberts reiste nach Deutschland zurück und war bis Ende Januar 1909 zum Admiralstab der Marine kommandiert. hier war er bis 3. März 1911 Abteilungschef. Vom 4. März 1911 bis 11. April 1913 war er Kommandant des Linienschiffs Hannover. Ab Mitte Mai 1913 war er bis Mitte November 1913 mit der Wahrnehmung der Geschäfte als Inspekteur der II. Marine-Inspektion beauftragt, die er anschließend bis 1. August 1914 übernahm. Mit Patent zum 15. November 1913 war er zum Konteradmiral befördert worden. Ab Anfang August 1914 war er für ein Jahr II. Admiral des IV. Geschwaders der Hochseeflotte, wurde dann für zwei Monate in Vertretung wieder Inspekteur der II. Marine-Inspektion, bevor er bis Dezember 1916 Chef des Stabes der Marinestation der Ostsee war. Mit Patent zum 25. November 1916 erhielt er den Charakter als Vizeadmiral. Anschließend war er bis Mai 1918 Direktor des Nautischen Departements im Reichsmarineamt. Am 23. Mai 1918 wurde er aus der Marine verabschiedet.